# Televiziune digitală terestră (DVB-T2)

Sigla DVB-T2

Televiziunea digitală terestră (în engleză: Digital Video Broadcasting - Terrestrial 2, abreviat DVB-T2) este o nouă versiune a televiziunii digitale DVB-T, emisă de către consorțiul DVB și concepută pentru transmisia de televiziune digitală terestră.
Acest sistem transmite comprimat audio, video, și alte date digitale în eter, folosind modulare OFDM cu concatenate, cod corector de erori și cu intercalări. Rata de biți transmisă, în comparație cu predecesorul DVB-T, este mult mai mare iar acest sistem poate fi adecvat pentru transmisia HDTV (deși mulți operatori de radiodifuziune încă utilizează DVB-T).
În 2014 DVB-T2 a fost testat de unele televiziuni din Marea Britanie (Freeview HD, opt canale în două multiplexuri, plus o suplimentare de canale în Irlanda de Nord, care transportă trei canale SD), Italia (Europa 7 HD, 12 canale), Finlanda (21 de canale, cinci în HD), Germania (șase HD (1080p50) canale, 40 de ani în planificare), Suedia (cinci canale), Thailanda (41 SD, 9 canale HD), Flandra (18 Canalele SD), Serbia (zece SD și HD versiune a operatorului public de radio, canal RTS), Ucraina (32 de canale SD și HD în patru multiplexuri la nivel national), Croația (două pay-TV multiplexuri), Danemarca (două ALS multiplexuri cu 5 canale SD și 5 canale HD și patru pay-TV, multiplexuri cu 14 canale), România (10 canale ale TVR) și alte câteva țări. În Republica Moldova a apărut pe 1 noiembrie 2016, vezi DVB-T2 Moldova. 

## Istorie

### Începuturi

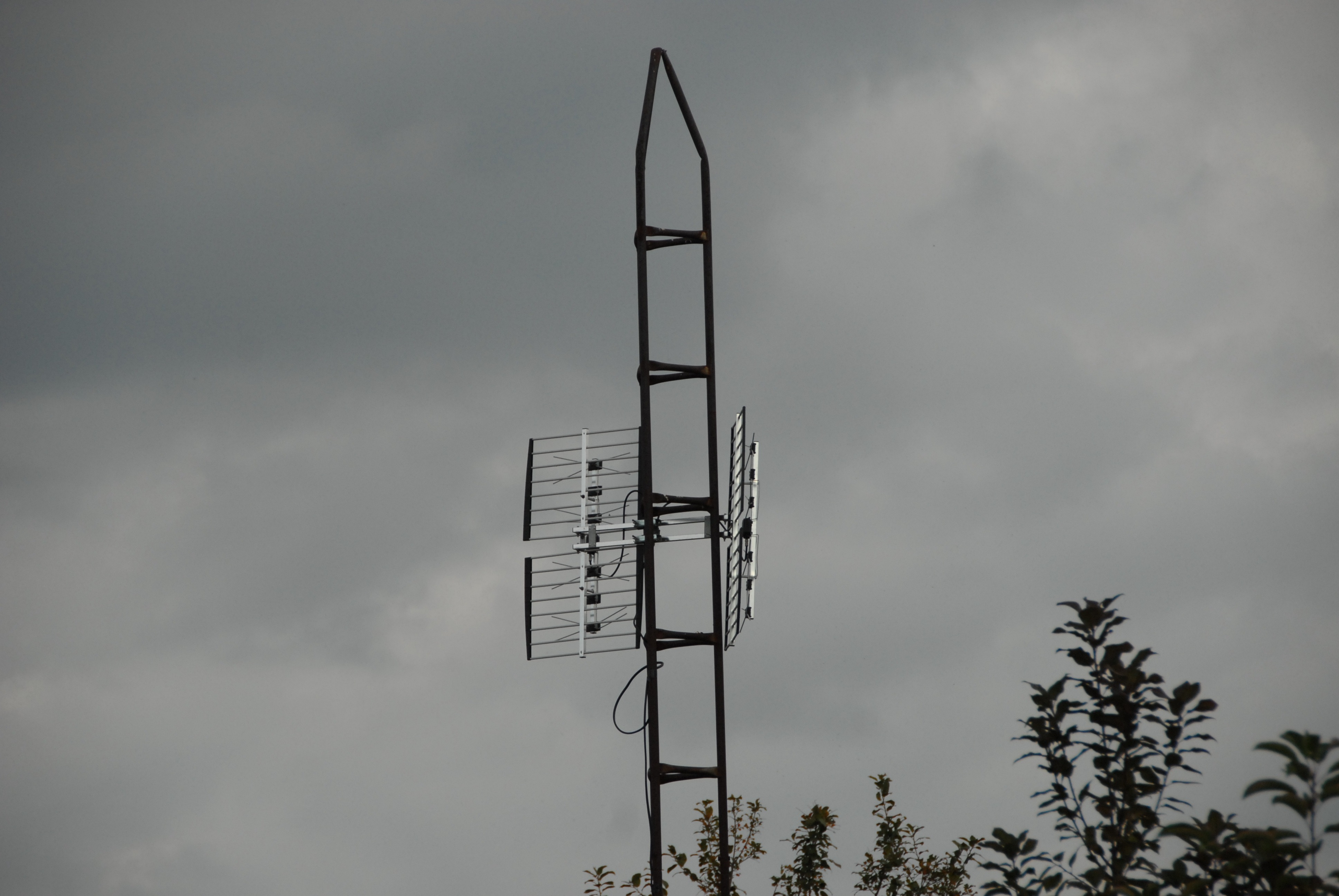
Antene digitale terestre montate pe un pilon.

În martie 2006 DVB a decis să studieze opțiunile pentru o actualizare a DVB-T-ului standard. În iunie 2006, un grup numit TM-T2 (Tehnic Module on Next Generation DVB-T) a fost instituit prin DVB Grup pentru a dezvolta un sistem avansat de modulare, sistem care ar putea fi adoptat ca a doua generație de televiziune digitală terestră standard.
În funcție de cerințele comerciale și de apel pentru tehnologii emise în aprilie 2007, prima fază a DVB-T2-ului a fost dedicată pentru a oferi o recepție optimă pentru receptoare staționare (fixe) și receptoare portabile (de exemplu, folosind antene existente, întrucât o a doua și a treia fază de studiu de a livra sarcini utile mai mari (cu noi antene). Noul sistem ar trebui să ofere o minimă creștere de 30% din transmisie, similar cu condițiile folosite deja pentru DVB-T.

### Specificații

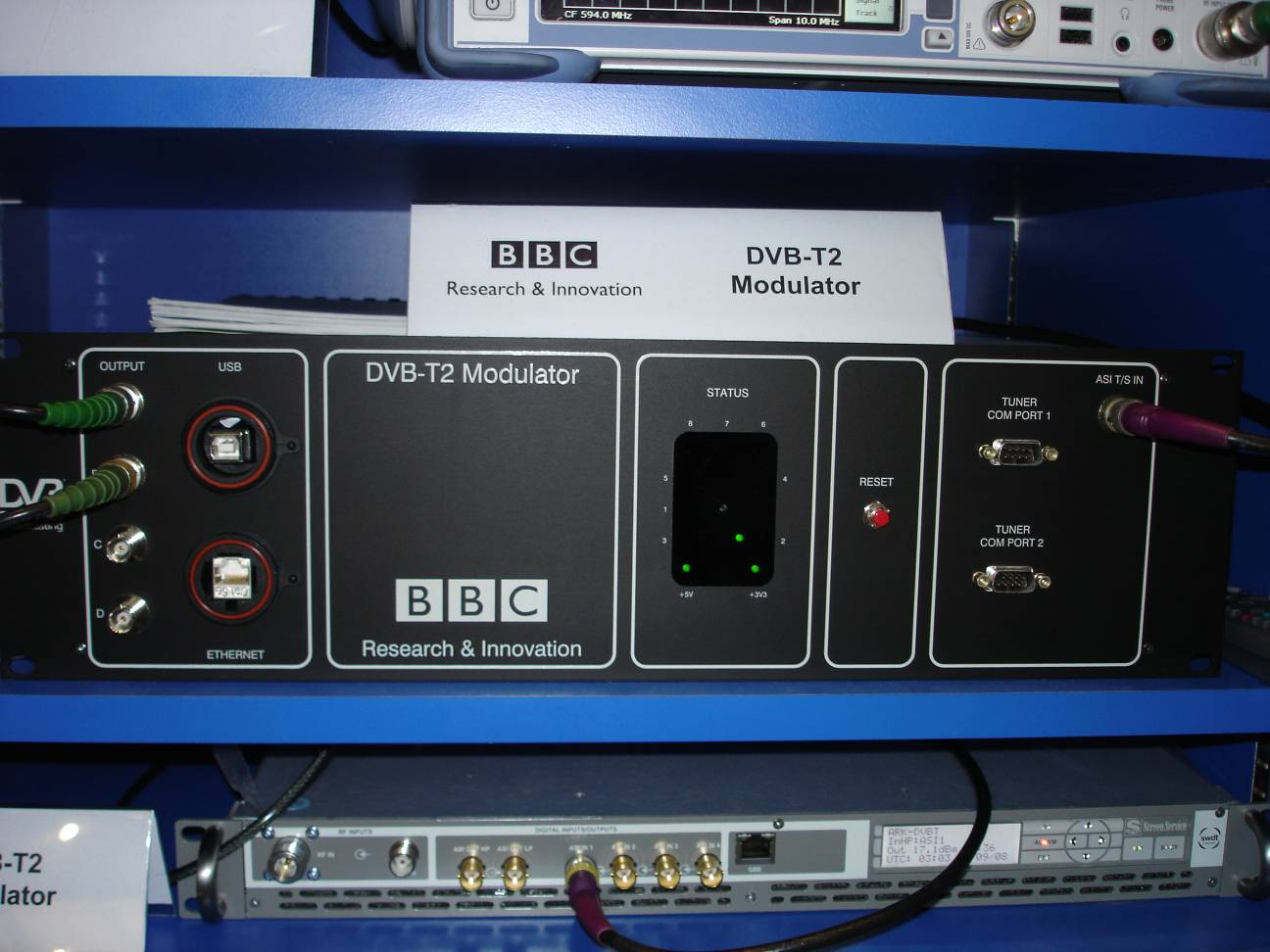
DVB-T2 - test modulator dezvoltat de BBC

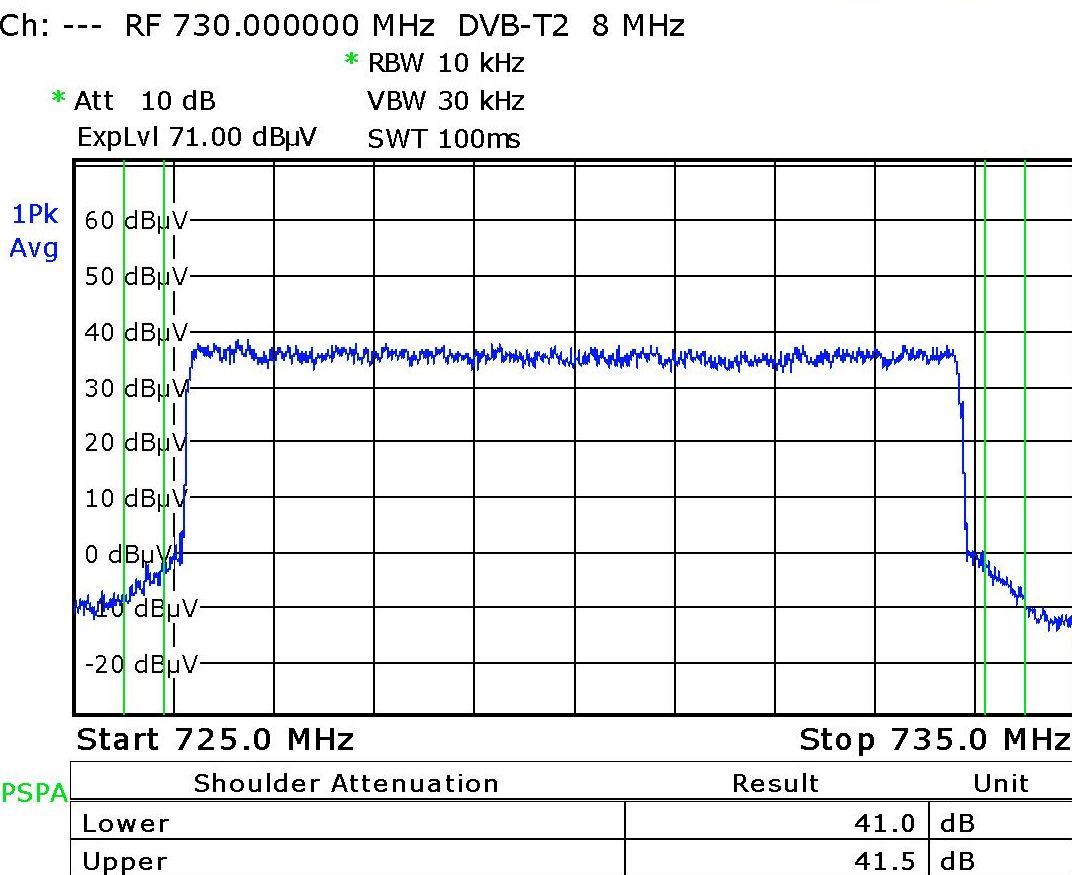
Spectrul semnal DVB-T2 (8 MHz pentru un canal)

Proiectul standard DVB-T2 a fost ratificat de către directorul DVB pe 26 iunie 2008 și publicat pe pagina de start ca standard DVB-T2 BlueBook. A fost predat la Institutul European de Standarde în Telecomunicații (ETSI) prin DVB.org pe 20 iunie 2008. Procesul ETSI a dus la standardizarea DVB-T2, forma finală fiind adoptată pe 9 septembrie 2009.

## Standard
Următoarele caracteristici au fost concepute pentru DVB-T2 standard:
- COFDM modulare cu QPSK, 16-QAM, 64-QAM sau ramificații 256-QAM
- OFDM cu DFT 1k, 2k, 4k, 8k, 16k, 32k. Simbolul de lungime de 32k m este de aproximativ 4 ms.
- Garda de intervale sunt 1/128, 1/32, 1/16, 19/256, 1/8, 19/128, și 1/4. (Pentru 32k modul maxim este de 1/8.)
- FEC concatenate LDPC și BCH coduri (ca în DVB-S2 și DVB-C2), cu rate 1/2, 3/5, 2/3, 3/4, 4/5, și 5/6.
- Sunt mai puține canale, în 8 diferite canalo-modele, și de egalizare se poate baza, de asemenea, pe RAI CD3 sistem.[13]
- În DFT 32k, o mare parte a standardului canalului de 8 MHz  poate fi folosit, adăugând aproximativ 2% capacitate suplimentară.
- DVB-T2 este specificat pentru 1.7, 5, 6, 7, 8, și 10 MHz canal de lățime de bandă.
- MISO (Multiple Input Single Output) pot fi utilizate (Alamouti schema) și MIMO inutilizabil.
- Semnal robust, codat.
- Gruparea de mai multe canale într-un super MUX (numit TFS) nu poate fi în varianta standard, dar se poate modifica.

| Note                                   | DVB-T                                                              | DVB-T2                                                               |
| Intrare interfață                      | Transport Stream (TS)                                              | Mai multe fluxuri de transport și Generic Stream Encapsulation (GSE) |
| Moduri                                 | Constantă de codificare și modulare                                | Variabilă de codificare și modulare                                  |
| Cod corector de erori (FEC)            | Convoluțional de codificare + Reed Solomon 1/2, 2/3, 3/4, 5/6, 7/8 | LDPC + BCH 1/2, 3/5, 2/3, 3/4, 4/5, 5/6                              |
| Modulație                              | OFDM                                                               | OFDM                                                                 |
| Modulație de amplitudine în cvadratură | QPSK, 16QAM, 64QAM                                                 | QPSK, 16QAM, 64QAM, 256QAM                                           |
| Interval de gardă                      | 1/4, 1/8, 1/16, 1/32                                               | 1/4, 19/128, 1/8, 19/256, 1/16, 1/32, 1/128                          |
| Discrete Fourier transform (DFT)       | 2k, 8k                                                             | 1k, 2k, 4k, 8k, 16k, 32k                                             |
| Împrăștiere semnal                     | 8% din total                                                       | 1%, 2%, 4%, 8% din total                                             |
| Semnal continuu                        | 2,6% din total                                                     | 0.35% din total                                                      |
| Text                                   | nu                                                                 | da                                                                   |

| Modulare | Cod rată | Bitrate Mbit/s | Lungime cadru | FEC blocuri de pe cadru |
| -------- | -------- | -------------- | ------------- | ----------------------- |
| QPSK     | 1/2      | 7.4442731      | 60            | 50                      |
| QPSK     | 3/5      | 8.9457325      | 60            | 50                      |
| QPSK     | 2/3      | 9.9541201      | 60            | 50                      |
| QPSK     | 3/4      | 11.197922      | 60            | 50                      |
| QPSK     | 4/5      | 11.948651      | 60            | 50                      |
| QPSK     | 5/6      | 12.456553      | 60            | 50                      |
| 16-QAM   | 1/2      | 15.037432      | 60            | 101                     |
| 16-QAM   | 3/5      | 18.07038       | 60            | 101                     |
| 16-QAM   | 2/3      | 20.107323      | 60            | 101                     |
| 16-QAM   | 3/4      | 22.619802      | 60            | 101                     |
| 16-QAM   | 4/5      | 24.136276      | 60            | 101                     |
| 16-QAM   | 5/6      | 25.162236      | 60            | 101                     |
| 64-QAM   | 1/2      | 22.481705      | 60            | 151                     |
| 64-QAM   | 3/5      | 27.016112      | 60            | 151                     |
| 64-QAM   | 2/3      | 30.061443      | 60            | 151                     |
| 64-QAM   | 3/4      | 33.817724      | 60            | 151                     |
| 64-QAM   | 4/5      | 36.084927      | 60            | 151                     |
| 64-QAM   | 5/6      | 37.618789      | 60            | 151                     |
| 256-QAM  | 1/2      | 30.074863      | 60            | 202                     |
| 256-QAM  | 3/5      | 36.140759      | 60            | 202                     |
| 256-QAM  | 2/3      | 40.214645      | 60            | 202                     |
| 256-QAM  | 3/4      | 45.239604      | 60            | 202                     |
| 256-QAM  | 4/5      | 48.272552      | 60            | 202                     |
| 256-QAM  | 5/6      | 50.324472      | 60            | 202                     |